# نو استراون (کانزاس)
نو استراون (به انگلیسی: New Strawn) شهری در ایالت کانزاس کشور ایالات متحده آمریکا است که جمعیت آن در سرشماری سال ۲۰۱۰ میلادی، ۳۹۴ نفر بوده‌است.